# Отсечка газов выстрела
Отсечка газов выстрела — принцип звукоглушения в огнестрельном и пневматическом оружии, основанный на перекрытии канала ствола или дульца гильзы специальной заглушкой (родом поддона) следующей по каналу ствола или внутренней поверхности гильзы вслед за снарядом (пулей). Применительно к огнестрельному оружию также употребляется термин «отсечка пороховых газов выстрела».
После вылета снаряда из ствола или покидания снарядом гильзы, заглушка останавливается в специальном дульном сужении или сужении дульца гильзы тем самым запирая пороховой или иной газ метающий снаряд в стволе или гильзе под некоторым остаточным давлением.
Поскольку газы выстрела не выходят в атмосферу и не расширяются в ней, звук выстрела практически отсутствует. Отсечка газов выстрела или как её ещё неправильно называют «отсечка звука выстрела» эффективна для звукоглушения только до скоростей вылетающего снаряда менее скорости звука в атмосфере.

## Отсечка газов в ручном огнестрельном оружии
Отсечка газов выстрела используется в некоторых видах оружия для специальных операций например в самозарядном пистолете ПСС (6-П-28) «Вул». В этом оружии отсечка газов выстрела осуществляется непосредственно в гильзе патрона СП-4.
Звукоглушители с резиновой шайбой (мембраной) являются одним из способов воплощения принципа отсечки газов выстрела. К таким звукоглушителям относится например глушитель звука выстрела типа «Брамит».

## Отсечка газов вартиллерии
Первые опыты глушения звука артиллерийских орудий при помощи отсечки газов выстрела производились ещё до Первой мировой войны.
В 1935 г, в СССР предпринимались попытки глушения звука выстрела противотанковых пушек калибра 45 мм. Образцы звукоглушителей с отсечкой газов выстрела были изготовлены и испытаны на заводе № 8. В этих артиллерийских системах газы выстрела отсекались в стволе орудия при помощи поддона останавливающегося в дульной втулке-сужении, а снаряд калибра 40 мм, продолжал движение к цели.